# Luis Gerardo Méndez
Luis Gerardo Méndez (né le 12 mars 1982 à Aguascalientes) est un acteur et producteur mexicain.

## Biographie
Il commence à jouer dans des telenovelas mexicaines, et il débute au cinéma en 2004.
En août 2014, il fait son coming out lors d'une interview dans la presse. 
À partir de 2015, il joue dans plusieurs productions de Netflix, comme le séries Club de Cuervos (2015-2019) et Narcos: Mexico (2018) ou les films Murder Mystery avec Adam Sandler et Me Time : Enfin seul ? avec Mark Wahlberg.
En 2019, il interprète le rôle du "saint" dans le film Charlie's Angels.
En 2022, il tient le rôle titre de la série Netflix Belascoarán, détective privé,.

## Filmographie

### Cinéma
- 2013 : No sé si cortarme las venas o dejármelas largas de Manolo Caro : Lucas
- 2013 : Nosotros, los Nobles : Javier Noble
- 2014 : Cantinflas : Estanislao Shilinsky
- 2016 : Sundown : un policier
- 2016 : Rebirth : le docteur
- 2019 : Charlie's Angels : le « Saint »
- 2019 : Murder Mystery : Juan Carlos Rivera
- 2022 : Me Time : Enfin seul ? : Armando Zavala
- 2024 : Skincare : Angel Vergara
- prochainement : Animals de Ben Affleck

### Télévision
- 2005-2006 : Corazón partido : Ignacio 'Nacho' Echarri
- 2010 : Capadocia (deux épisodes)
- 2015-2019 : Club de Cuervos : Salvador "Chava" Iglesias Jr.
- 2018 : Narcos: Mexico : Víctor Tapia
- 2022 : Belascoarán, détective privé : Héctor Belascoarán Shayne
- 2022 : The Resort : Baltasar Frías

## Distinctions

### Nominations
- Prix Ariel 2014 : meilleur acteur dans le film Nosotros, los Nobles[6]